# Hamel (Fluss)
Die Hamel ist ein rechtsseitiger, über 26 km langer Nebenfluss der Weser im Landkreis Hameln-Pyrmont in Niedersachsen.

## Name
Der Fluss wird im Jahr 1309 (Hamele) erstmals schriftlich erwähnt. Der Name leitet sich vom althochdeutschen Wort *hamala- für 'steil, abschüssig' ab. Die Benennung erfolgte wohl nach der Landschaftsgestalt mit Bezug auf den 440 m hohen Süntel.

## Verlauf
Die Hamel hat im Norden des Süntel zwei Quellorte (im Wald am Hang und gestaltet im Tal in Hamelspringe) und in Hameln zwei Mündungsstellen, die Hauptmündung im Süden der Stadt und die historische nördlich der Altstadt. Zwischen Quell- und Mündungsgebiet umrundet sie den Süntel östlich durch das Deister-Süntel-Tal. 

### Gartenquelle und Sickerhamel

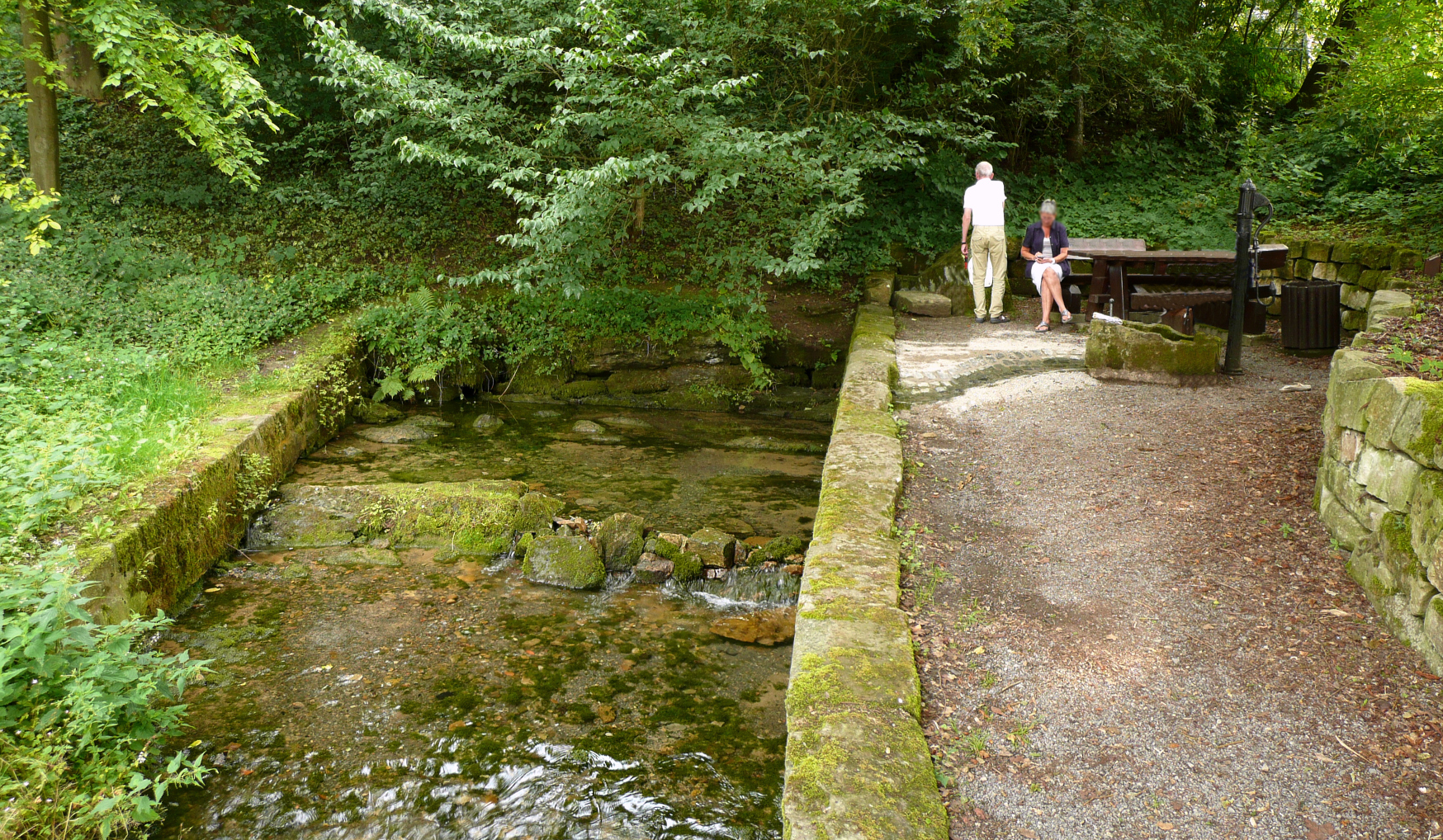
Hamelquelle in Hamelspringe

Die beiden Ursprünge haben sehr unterschiedlichen Höhenlagen: Die so auch genannte Hamelquelle liegt auf 170 m über dem Meer in einem Privatgarten des Dorfes Hamelspringe. Sie hat jedoch einen kleinen Zulauf, die hydrografisch mit der GKZ 4572111 erfasste Alte Sickerhamel. Die entspringt auf 350 m ü. NHN bei der Eulenflucht am Nordhang der Hohen Egge, deren Gipfel 435,2 m ü. NHN erreicht. Die Alte Sickerhamel rinnt zunächst fast in Falllinie den Berghang hinab, in dessen unterer Hälfte sie eine deutliche Erosionsrinne gegraben hat. Vom Waldrand wird sie heutzutage nordwärts zu einem nicht klassifizierten Graben aus dem Bärengrund geleitet, den sie fortsetzt und dann um zwei Ecken die nominelle Hamelquelle erreicht.

### Um den Süntel nach Hameln
Von dort fließt sie zunächst in Richtung Osten durch Bad Münder und dann südwärts durch Hachmühlen. Hinter Hachmühlen ändert die Hamel ihre Fließrichtung nach Südwesten und folgt nun der Bundesstraße 217 auf deren Südseite nach Hameln, die als Stadt ihren Namen trägt. Dabei durchquert sie die Orte Hasperde, Groß Hilligsfeld und Rohrsen. 

### Mündungen

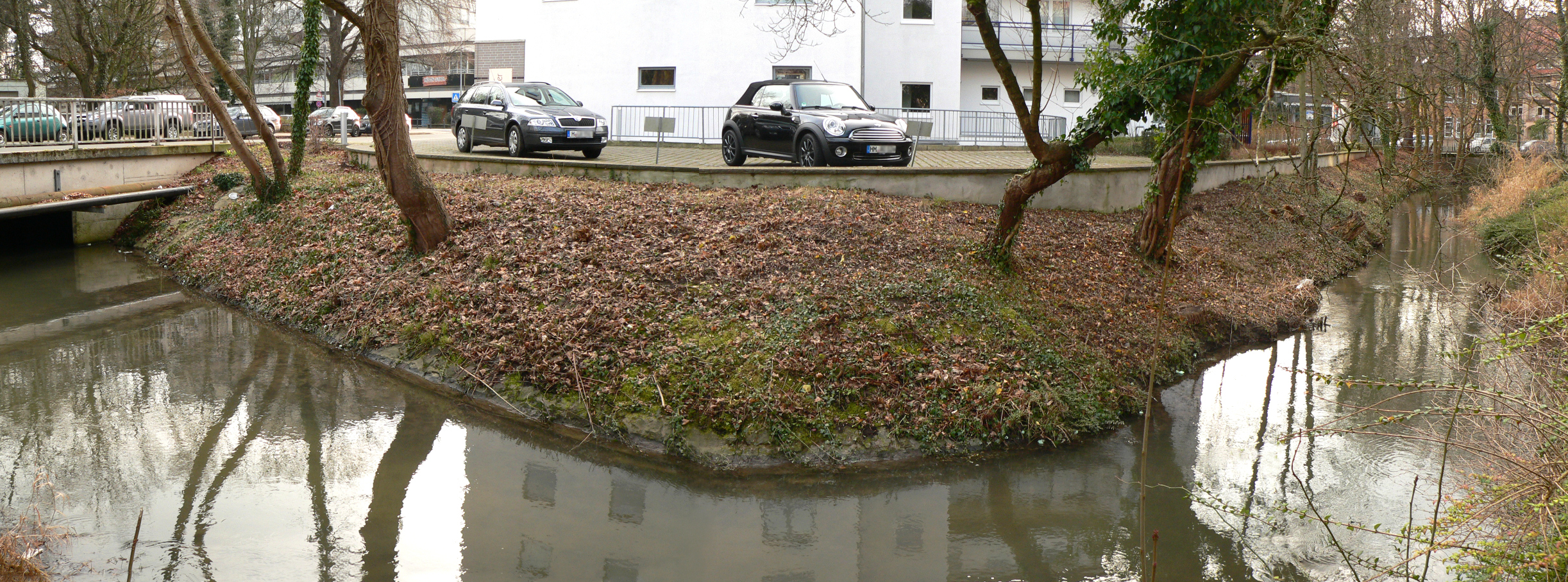
Die Festungshamel am spitzwinkligen Glacis eines früheren Ravelin in Hameln

Am Rand eines Industriegebietes der Hamelner Südoststadt reguliert ein Wehr die Wasserverteilung auf die beiden künstlichen Mündungsarme. Der größte Teil ihres Mündungsabflusses von gut 2 m³/s gelangt in die Weser geradewegs durch die Fluthamel, die teilweise noch heute den Rand der städtischen Bebauung bildet und südlich des Weserhafens mündet. Ein begrenzter Teil des Wassers wird in die Stadthamel (GKZ: 457512) abgezweigt, die östlich der Altstadt nach Norden fließt und an deren Nordrand bei der Jugendherberge in die Weser mündet. Beim Ausbau  Hamelns zur Festung im 17. Jahrhundert wurde sie entlang der Feldseite des Stadtwalls mit seinen Bastionen geführt, wie ihr Verlauf noch heute erkennen lässt, daher auch „Festungshamel“.
Zwischen den beiden Mündungen der Hamel verliert die Weser am Hamelner Weserwehr vier Meter an Höhe. Außerdem mündet hier gegenüber die Humme.

## Zuflüsse
Die Hamel führt hauptsächlich Wasser aus dem Süntel, zusätzlich nimmt sie auch Bäche aus dem Deister, dem Kleinen Deister, dem Nesselberg und dem Ith auf. Ihre Zuflüsse sind kleine Mittelgebirgsbäche:

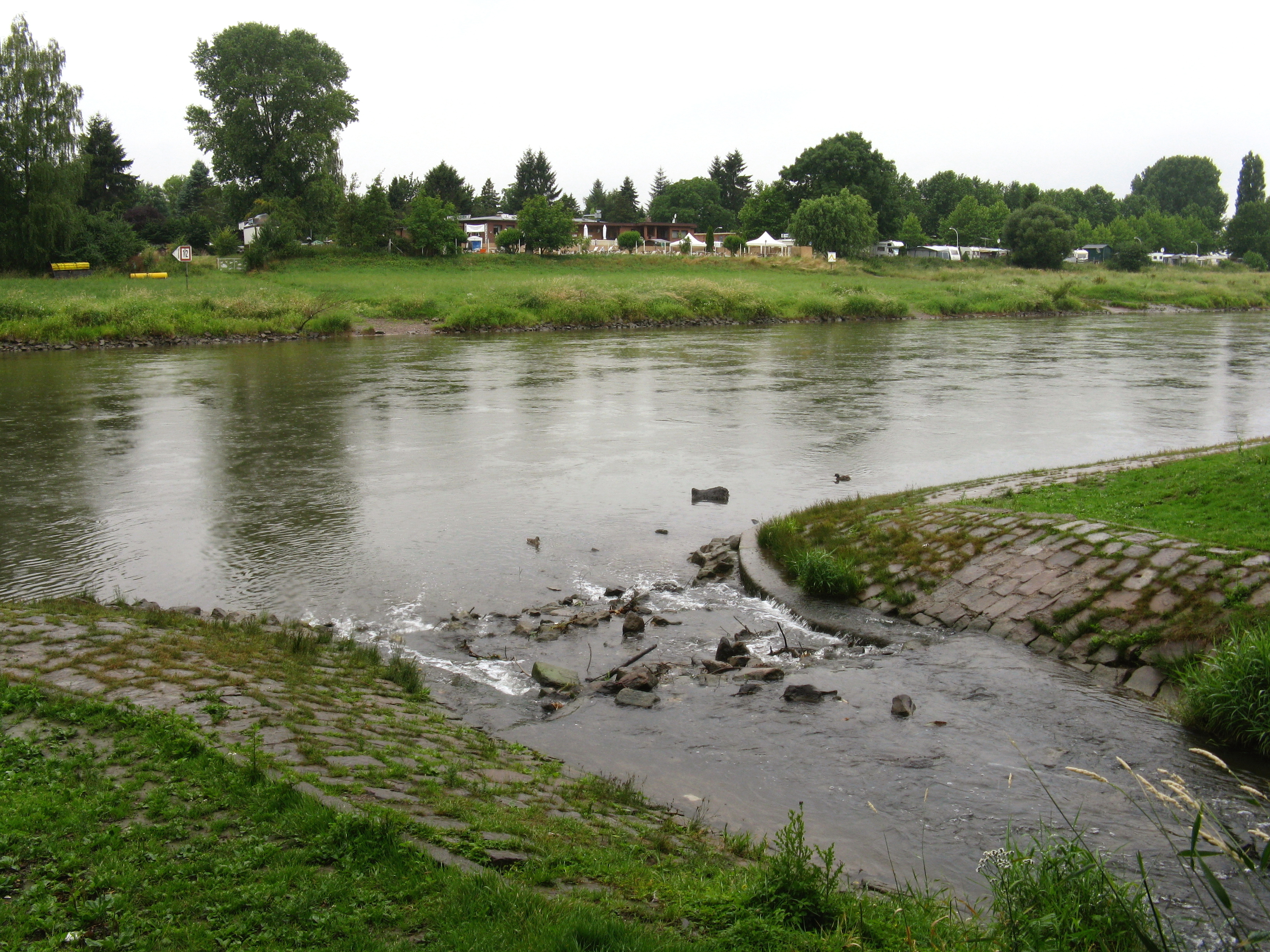
Die historische Mündung im Norden Hamelns erreicht nur noch ein geringer Teil des Wassers.

- Voßbeeke (Süntel)
- Bredenbeeke (Deister)
- Teufelsbeeke (Süntel)
- Gelbbach (Nesselberg)
- Steinbach (Süntel)
- Flegesser Bach (Süntel)
- Herksbach (Süntel)
- Remte (Ith)